# Поправка, Юрий Юрьевич
Юрий Юрьевич Поправка (11 сентября 1995 — 17—20 апреля 2014) — украинский студент, участник 23-й сотни самообороны Майдана, «Правого сектора» и Евромайдана. В апреле 2014 года погиб под Славянском. В 2015 году ему было посмертно присвоено звание Героя Украины.

## Убийство
16 апреля 2014 года отправился из Харькова в район Славянска Донецкой области с целью сбора информации о сепаратистах в этом регионе, где попал в плен и был убит членами организации Оплот.

По выстрелам мы поняли, что их там не менее шести осталось. Ребята там явно подготовлены были. Сначала они пустили сигнальную ракету, чтобы нас подсветить. Отступали мы быстро и вместе. Но после одного холма мы где-то потеряли Юру. Когда мы отбежали подальше и спрятались, я позвонил другим двум, тем, которые зашли в здание, и сказал, что нужно его покинуть. Добежали до здания, забрали тех двух и побежали дальше. На руках у нас осталось 2 обреза (смысла отстреливаться не было против АК) и несколько гранат. Силы нас подводили, до этого мы пешком прошли около 30 км, а тут ещё бежать нужно.

Тело Поправки со следами пыток было позднее обнаружено в реке Казённый Торец рядом с телом В. И. Рыбака. Там же было найдено тело Юрия Дяковского. Похоронен в Киевской области.
18 мая 2020 года Игорь Стрелков в своём интервью украинскому журналисту Дмитрию Гордону подтвердил, что лично отдал приказ расстрелять Юрия Поправку и Юрия Дяковского, которые, по его словам, были членами «Правого сектора» и приехали в Славянск «в составе диверсионной группы» из пяти человек.